# Oskar Schiebler
Gustav Oskar Schiebler (* 17. Juni 1845 in Frankenberg/Sachsen; † 1. Oktober 1928 ebenda) war ein deutscher Politiker (Nationalliberale Partei) und Kaufmann. Er war Stadtrat in Frankenberg und Mitglied des sächsischen Landtages.

## Leben und Wirken
Er stammt aus einer in Frankenberg/Sa. ansässigen Kaufmannsfamilie und übernahm das elterliche Manufakturwaren-Geschäft. Von 1885 bis 1887 war er erstmals Stadtverordneter in Frankenberg und dann durchgängig von 1889 bis 1903. Danach war er bis 1920 Stadtrat in Frankenberg. Als solcher war er in zahlreichen städtischen Ausschüssen, wie beispielsweise dem Wasserwerks-, Armen und Sparkassenausschuss vertreten.
Durchgehend von 1909 bis 1918 war er als Mitglied der Nationalliberalen Partei in der Zweite Kammer des sächsischen Landtags vertreten.